# 内江町
内江町（うちえちょう）は、愛知県名古屋市西区の地名。

## 歴史

### 沿革
- 1954年（昭和29年）10月20日 - 西区上名古屋町・田幡町の各一部により、同区内江町として成立する[2]。
- 1980年（昭和55年）10月12日 - 一部が西区上名古屋一丁目および上名古屋二丁目にそれぞれ編入される[2]。
- 1982年（昭和57年）11月14日 - 西区上名古屋一丁目および上名古屋二丁目にそれぞれ編入され消滅[2]。